# Catocala subtristis
Catocala subtristis là một loài bướm đêm trong họ Erebidae.